# كهف الغاق
كهف الغاق (بالإنجليزية: Cormorant Cave)‏ هو كهف يقع ضمن أقاليم ما وراء البحار البريطانية في منطقة جبل طارق التابعة للتاج البريطاني.